# Кук, Стив (футбольный тренер)
Стив Кук (англ. Steve Cooke; 19 июля 1969, Шеффилд, Йоркшир, Англия) — английский футбольный тренер.

## Биография
Родился в Шеффилде в семье из рабочего класса, его отец был работником сталелитейного производства, а дед — шахтёром. Играл в футбол в юности, однако на профессиональном уровне никогда не выступал.
В возрасте 16 лет Кук начал учиться профессии футбольного тренера. Получив тренерскую лицензию, поступил в Карнеги-колледж для обучения педагогике. В возрасте 22 лет был нанят на работу тренера в академии клуба «Шеффилд Уэнсдей». В Соединённые Штаты переехал в 1996 году, получив приглашение от юношеской команды в Финиксе. С 2007 года работал юношеским тренером в Лас-Вегасе.
К «Колорадо Рэпидз» Кук присоединился в 2010 году в качестве тренера в академии. В 2012 году он вошёл в штаб главного тренера Оскара Парехи, совмещая с обязанностями в академии. С 2014 года был помощником главного тренера Пабло Мастроени. После увольнения Мастроени 15 августа 2017 года Кук временно исполнял обязанность главного тренера до конца сезона.
19 декабря 2017 года Кук был назначен главным тренером и техническим директором аффилированного с «Колорадо Рэпидз» клуба USL «ОКС Энерджи». 22 октября 2019 года «ОКС Энерджи» объявил о том, что не будет продлевать контракт с Куком после окончания сезона 2019.
2 декабря 2019 года Кук был назначен директором по развитию футбола клуба «Финикс Райзинг».
В мае 2021 года Кук перешёл в «Сиэтл Саундерс», где начал тренировать команду до 17 лет академии клуба. Вскоре он был повышен до должности директора академии, но продолжал оставаться главным тренером команды до 17 лет до конца сезона 2021/22.
2 февраля 2023 года Кук был назначен главным тренером «Атланты Юнайтед 2», резервной команды «Атланты Юнайтед» в MLS Next Pro.

## Тренерская статистика
| Команда           |          | Начало работы   | Окончание работы | Результаты | Результаты | Результаты | Результаты | Результаты |
| Команда           | И        | Начало работы   | Окончание работы | В          | Н          | П          | В %        |            |
| ----------------- | -------- | --------------- | ---------------- | ---------- | ---------- | ---------- | ---------- | ---------- |
| Колорадо Рэпидз   | Флаг США | 15 августа 2017 | 28 ноября 2017   | 12         | 3          | 2          | 7          | 025,00     |
| ОКС Энерджи       | Флаг США | 19 декабря 2017 | 22 октября 2019  | 72         | 23         | 18         | 31         | 031,94     |
| Атланта Юнайтед 2 | Флаг США | 3 февраля 2023  |                  | 26         | 9          | 1          | 16         | 034,62     |
| Всего             | Всего    | Всего           | Всего            | 110        | 35         | 21         | 54         | 031,82     |